# Monocrepidium
Monocrepidium is een geslacht van sponsdieren uit de klasse van de Demospongiae (gewone sponzen).

## Soorten
- Monocrepidium eruca (Carter, 1880)
- Monocrepidium minutum (Cabioch, 1968)
- Monocrepidium vermiculatum Topsent, 1898